# Aligators
Aligators je jihomoravský florbalový klub z Klobouků u Brna. Klub vznikl postupným slučováním oddílů FbC Hukot Klobouky (původně TJ Sokol Klobouky), 1. FbC Aligators Brumovice, Orel Šitbořice a TJ Sokol Bučovice.
Tým mužů působí v soutěžích pod názvem Aligators Klobouky. Od sezóny 2024/2025 bude hrát Divizi, tedy čtvrtou nejvyšší mužskou soutěž. Jednu sezónu 2022/2023 hrál 1. ligu, tedy druhou nejvyšší soutěž. Účast v ní převzal od postupujícího týmu 1. FBK Sršni Rožnov p/R, ale neudržel ji a v další sezóně ani Národní ligu. Národní ligu (dříve 2. ligu) hrál před postupem i v sezónách 2012/2013 až 2021/2022. Největším úspěchem týmu v tomto období byla účast ve čtvrtfinále v letech 2016, 2017, 2019 a 2020. Třetí nejvyšší soutěž hrál tým i v sezóně 2008/2009.
Tým žen hraje od sezóny 2016/2017 pod názvem Aligators Šitbořice 1. ligu, tedy druhou nejvyšší ženskou soutěž. Tu hrál dříve i v sezónách 2009/2010, 2010/2011 a 2013/2014. Největšího úspěchu tým dosáhl v sezóně 2013/2014, kdy vybojoval účast v baráži o postup do Extraligy.

## Tým mužů
| Sezóna    | Úroveň | Soutěž       | Umístění | Poznámka |
| --------- | ------ | ------------ | -------- | --- |
| 2007/2008 | 4      | 3. liga      |          | Postup do vyšší ligy                                                                                                 |
| 2008/2009 | 3      | 2. liga      |          | Sestup do nižší ligy                                                                                                 |
| 2009/2010 | 4      | 3. liga      |          | [ 8 ] |
| 2010/2011 | 4      | 3. liga      |          | [ 9 ] |
| 2011/2012 | 4      | 3. liga      |          | Postup do vyšší ligy                                                                                                 |
| 2012/2013 | 3      | 2. liga      |          | [ 11 ] |
| 2013/2014 | 3      | 2. liga      |          | Postup ze čtvrtého místa v Divizi IV do nově vzniklé Národní ligy                                                    |
| 2014/2015 | 3      | Národní liga |          | Vypadnutí v předkole play-off proti Sokol Brno I EMKOCase Gullivers                                                  |
| 2015/2016 | 3      | Národní liga |          | Vypadnutí ve čtvrtfinále play-off proti Florbal Torpedo Havířov                                                      |
| 2016/2017 | 3      | Národní liga |          | Vypadnutí ve čtvrtfinále play-off proti Sokol Brno I EMKOCase Gullivers                                              |
| 2017/2018 | 3      | Národní liga |          | Výhra v 1. kole play-down proti TJ Sokol H.Brod Erupting Dragons                                                     |
| 2018/2019 | 3      | Národní liga |          | Vypadnutí ve čtvrtfinále play-off proti FBC Letka Toman Finance Group                                                |
| 2019/2020 | 3      | Národní liga |          | Sezóna ukončena za stavu 1:1 na zápasy ve čtvrtfinále play-off proti FbK Horní Suchá                                 |
| 2020/2021 | 3      | Národní liga |          | Sezóna ukončena po neúplných pěti odehraných kolech základní části                                                   |
| 2021/2022 | 3      | Národní liga |          | Výhra v baráži proti Hornets Brno ZŠ Horní – Převzetí účasti v 1. lize od postupujícího týmu 1. FBK Sršni Rožnov p/R |
| 2022/2023 | 2      | 1. liga      | 14.      | Prohra v play-down proti FAT PIPE Start98 – Sestup do nižší ligy                                                     |
| 2023/2024 | 3      | Národní liga |          | Prohra v play-down proti TJ Slovan Havířov – Sestup do nižší ligy                                                    |

## Tým žen
| Sezóna    | Úroveň | Soutěž  | Umístění | Poznámka |
| --------- | ------ | ------- | -------- | --- |
| 2008/2009 | 3      | 2. liga |          | Postup do vyšší ligy |
| 2009/2010 | 2      | 1. liga |          | [ 3 ] |
| 2010/2011 | 2      | 1. liga |          | Sestup do nižší ligy |
| 2011/2012 | 3      | 2. liga |          | [ 3 ] |
| 2012/2013 | 3      | 2. liga |          | Postup do vyšší ligy |
| 2013/2014 | 2      | 1. liga | 3.       | Vítězství ve finále play-off proti FBC UNITED Č. Budějovice – Třetí místo v baráži o postup do Extraligy – Tým se v další sezóně přihlásil do nižší ligy |
| 2014/2015 | 3      | 2. liga |          | [ 30 ] |
| 2015/2016 | 3      | 2. liga |          | Dodatečný postup do vyšší ligy místo nepřihlášeného vítěze SK Snipers Slavičín                                                                           |
| 2016/2017 | 2      | 1. liga |          | Vypadnutí v osmifinále play-off proti FTC Vysoké Mýto |
| 2017/2018 | 2      | 1. liga |          | Vypadnutí ve čtvrtfinále play-off proti Florbalová akademie MB                                                                                           |
| 2018/2019 | 2      | 1. liga |          | Vypadnutí v osmifinále play-off proti Bulldogs Brno |
| 2019/2020 | 2      | 1. liga |          | Sezóna ukončena po výhře v osmifinále proti FBC Dobruška                                                                                                 |
| 2020/2021 | 2      | 1. liga |          | Sezóna ukončena po neúplných šesti odehraných kolech základní části                                                                                      |
| 2021/2022 | 2      | 1. liga |          | Vypadnutí v osmifinále play-off proti FBC Dobruška |
| 2022/2023 | 2      | 1. liga |          | Vypadnutí v osmifinále play-off proti TJ Znojmo LAUFEN CZ                                                                                                |
| 2023/2024 | 2      | 1. liga |          | Vypadnutí v osmifinále play-off proti FBC Dobruška |